# Кубок Німеччини з футболу 1986—1987
Кубок Німеччини з футболу 1986—1987 — 44-й розіграш кубкового футбольного турніру в Німеччині, 35 кубковий турнір на території Федеративної Республіки Німеччина після закінчення Другої світової війни. У кубку взяли участь 64 команди. Переможцем кубка Німеччини втретє став Гамбург.

## Другий раунд
| Команда 1                        | Рахунок | Команда 2                        |
| -------------------------------- | ------- | -------------------------------- |
| 23 жовтня 1986                   |         |                                  |
| Дуйсбург (3)                     | 1:1 дч  | Ваттеншайд 09 (2)                |
| 24 жовтня 1986                   |         |                                  |
| Армінія (Білефельд) (2)          | 0:2     | Карлсруе СК (2)                  |
| Аугсбург (3)                     | 1:2     | Гамбург                          |
| Алеманія (Аахен) (2)             | 4:0     | Саарбрюкен (2)                   |
| Фортуна (Кельн) (2)              | 1:1 дч  | Фрайбург (2)                     |
| 25 жовтня 1986                   |         |                                  |
| Гомбург-Саар                     | 1:3     | Баварія                          |
| Гютерсло (3)                     | 0:5     | Бляу-Вайс 1890 (Західний Берлін) |
| Бремергафен (3)                  | 0:3     | Санкт-Паулі (2)                  |
| Бляу-Вайс (Фрідріхштадт) (3)     | 1:2     | Дармштадт 98 (2)                 |
| Баєр 05 Юрдінген                 | 3:2     | Нюрнберг                         |
| Фортуна (Дюссельдорф)            | 2:1 дч  | Баєр 04                          |
| Кельн                            | 3:1     | Вальдгоф                         |
| 26 жовтня 1986                   |         |                                  |
| Боруссія (Нойнкірхен) (3)        | 2:3     | Штутгартер Кікерс (2)            |
| Ремшайд (3)                      | 3:3 дч  | Ганновер 96 (2)                  |
| Майнц 05 (3)                     | 0:1 дч  | Айнтрахт (Франкфурт-на-Майні)    |
| Боруссія (Менхенгладбах)         | 6:1     | Боруссія (Дортмунд)              |
| 11 листопада 1986 (перегравання) |         |                                  |
| Фрайбург (2)                     | 1:2     | Фортуна (Кельн) (2)              |
| 12 листопада 1986 (перегравання) |         |                                  |
| Ваттеншайд 09 (2)                | 2:1     | Дуйсбург (3)                     |
| Ганновер 96 (2)                  | 2:1     | Ремшайд (3)                      |

## Третій раунд
| Команда 1                        | Рахунок | Команда 2                     |
| -------------------------------- | ------- | ----------------------------- |
| 18 листопада 1986                |         |                               |
| Фортуна (Дюссельдорф)            | 3:0     | Баварія                       |
| Ваттеншайд 09 (2)                | 1:3     | Айнтрахт (Франкфурт-на-Майні) |
| 19 листопада 1986                |         |                               |
| Штутгартер Кікерс (2)            | 2:0     | Ганновер 96 (2)               |
| Гамбург                          | 6:0     | Санкт-Паулі (2)               |
| Бляу-Вайс 1890 (Західний Берлін) | 1:2     | Карлсруе СК (2)               |
| Фортуна (Кельн) (2)              | 0:2 дч  | Дармштадт 98 (2)              |
| Алеманія (Аахен) (2)             | 0:2 дч  | Боруссія (Менхенгладбах)      |
| Баєр 05 Юрдінген                 | 3:1     | Кельн                         |

## Чвертьфінали
| Команда 1                | Рахунок | Команда 2                     |
| ------------------------ | ------- | ----------------------------- |
| 7 березня 1987           |         |                               |
| Штутгартер Кікерс (2)    | 3:1     | Айнтрахт (Франкфурт-на-Майні) |
| Боруссія (Менхенгладбах) | 9:2     | Баєр 05 Юрдінген              |
| Дармштадт 98 (2)         | 0:1     | Гамбург                       |
| Фортуна (Дюссельдорф)    | 1:0     | Карлсруе СК (2)               |

## Півфінали
| Команда 1             | Рахунок | Команда 2                |
| --------------------- | ------- | ------------------------ |
| 31 березня 1987       |         |                          |
| Гамбург               | 1:0     | Боруссія (Менхенгладбах) |
| 1 квітня 1987         |         |                          |
| Штутгартер Кікерс (2) | 3:0     | Фортуна (Дюссельдорф)    |

## Фінал
| 20 червня 1987 18:00 (CET) |

| Гамбург                                       | 3:1      | Штутгартер Кікерс (2) |
| --------------------------------------------- | -------- | --------------------- |
| Баєрсдорфер 15' Кальц 88' Шлоттербек 90' (аг) | Протокол | Куртенбах 13'         |

| Олімпіаштадіон, Західний Берлін Глядачів: 76 000 Арбітр: Петер Габор |